# キャデラック・ルマン
ルマン（Le Mans ）は、キャデラックが開発したコンセプトカーである。4台の試作車が制作されたが販売されることはなかった。

## 概要
4台作成されたうち3台は運命が知られている。
もう1台はいくつかの展示会を回った後、1953年11月8日に行方不明になり、それ以来発見されていない 。これまでに多くの研究者や自動車愛好家が行方不明のルマンを見つけようとしてきたが、今のところ発見には至っていない。

## 車名の由来
1950年にキャデラックが参戦したフランスのル・マン24時間レースにちなんで名付けられた。

## 外部サイト
- Conceptcars.it
- The Cadillac Historical Collection